# Dragón (vehículo blindado)
El Dragón es un vehículo de combate sobre ruedas (VCR) fabricado por el consorcio español TESS Defence, integrado por Santa Bárbara Sistemas, Indra Sistemas, Sapa Placencia y Escribano Mechanical & Engineering para el Ejército de Tierra español. Se trata de una plataforma sobre ruedas 8×8 desarrollada sobre la base del Piranha V (en España también conocido como Piraña 5), de la empresa suiza MOWAG, que al igual que Santa Bárbara Sistemas forma parte del grupo General Dynamics European Land Systems. En diciembre de 2022 se entregaron las primeras unidades.
A pesar de que su origen es extranjero, Santa Bárbara Sistemas «posee el software de diseño de la empresa Mowag sin limitaciones», lo que le permitirá hacer modificaciones o modernizaciones, así como vender el vehículo en el mercado exterior.

## Antecedentes
Este programa, lanzado en 2007, preveía inicialmente la compra de 300 vehículos en una primera fase y un total de 1200. Los vehículos estarían divididos en tres versiones: básica para transporte de personal, que sustituirían a parte de los BMR-M1; puesto de mando, que ocuparían el lugar de los BMR-M1 de esa versión; y exploración de caballería, para reemplazar a los VEC-M1. Esta última versión sería la más poderosamente armada de las que adquiera el Ejército español, puesto que estaría dotada de un cañón de 30 mm (o superior) en una torre tripulada que previsiblemente llevaría también misiles contracarro Spike. También sustituirán a una parte de los M-113, aunque al ser estos vehículos de cadenas, su sustituto natural será principalmente el Pizarro.
Los BMR y los VEC son blindados cuyo diseño se remonta a la década de 1970, y el del M-113 aún más atrás, a la de 1960, por lo que todos ellos son modelos muy superados hoy en día, e incluso en ocasiones han sido tildados de «obsoletos», aunque hay que tener en consideración que, si bien en la actualidad no son ya sistemas de primera línea, aún pueden realizar tareas de apoyo, como lo demuestra el que hoy en día el M-113 siga en servicio en el Ejército de los Estados Unidos. En septiembre de 2020 el M-113 empezó a ser sustituido en ese país por el Vehículo Blindado Multipropósito.
La idea inicial era que al menos 40 del total de los vehículos estuvieran disponibles antes de 2014 y el resto antes del fin de 2016, firmándose el contrato, que podría suponer un importe superior a 1.300 millones de euros, en junio de 2010. Posteriormente el Ministerio de Defensa aceleró el programa, estableciendo un nuevo calendario que suponía haber recibido todos los vehículos de la primera fase para 2014. Las empresas que tomaron parte en él fueron:
- La española Santa Bárbara Sistemas, con el Piranha V.
- El consorcio italiano Iveco-OTO Melara, con el VBM Freccia.
- La alemana Krauss-Maffei-Wegmann, con el GTK Boxer.
- La francesa Nexter, con el VBCI.
- Patria, de Finlandia, con el Patria AMV.
- BAE Systems-Hägglunds de Reino Unido, con el Splitterskyddad EnhetsPlattform.
- General Purpose Vehicles, de Estados Unidos, con el GPV Colonel.

Finalizada la primera fase del proceso de selección, la lista de competidores se redujo a los tres modelos que obtuvieron mejores calificaciones en ella: el Boxer, el VBCI y el Freccia.
Sin embargo el programa fue cancelado en 2010 a cause de los recortes presupuestarios, aunque en 2013 fue reactivado. No obstante, finalmente no se compró de manera directa ninguno de los vehículos que se habían presentado al concurso, sino que lo que se hizo fue adjudicar a una unión temporal de empresas formada por General Dynamics-Santa Bárbara Sistemas, Indra y Sapa, un contrato para desarrollar un blindado con tecnología española partiendo de la base del Piraña 5. Tras la construcción y pruebas de cinco prototipos se espera que los primeros vehículos de serie puedan estar disponibles en 2022.
El coste previsto es de 1 600 millones de euros para la adquisición, 4,59 millones de euros por vehículo, y 3 800 millones en total, apoyo logístico incluido. Habrá siete variantes (infantería, exploración, recuperación, zapadores, puesto de mando, contracarro y observador avanzado), con un total de 13 configuraciones. El retraso en la entrada en servicio frente a los planes iniciales, provocará que además de a los modelos mencionados anteriormente, les toque sustituir también a los RG-31 Mk.5E Nyala (incorporados a partir de 2009).

## Desarrollo

### Componentes y diseño

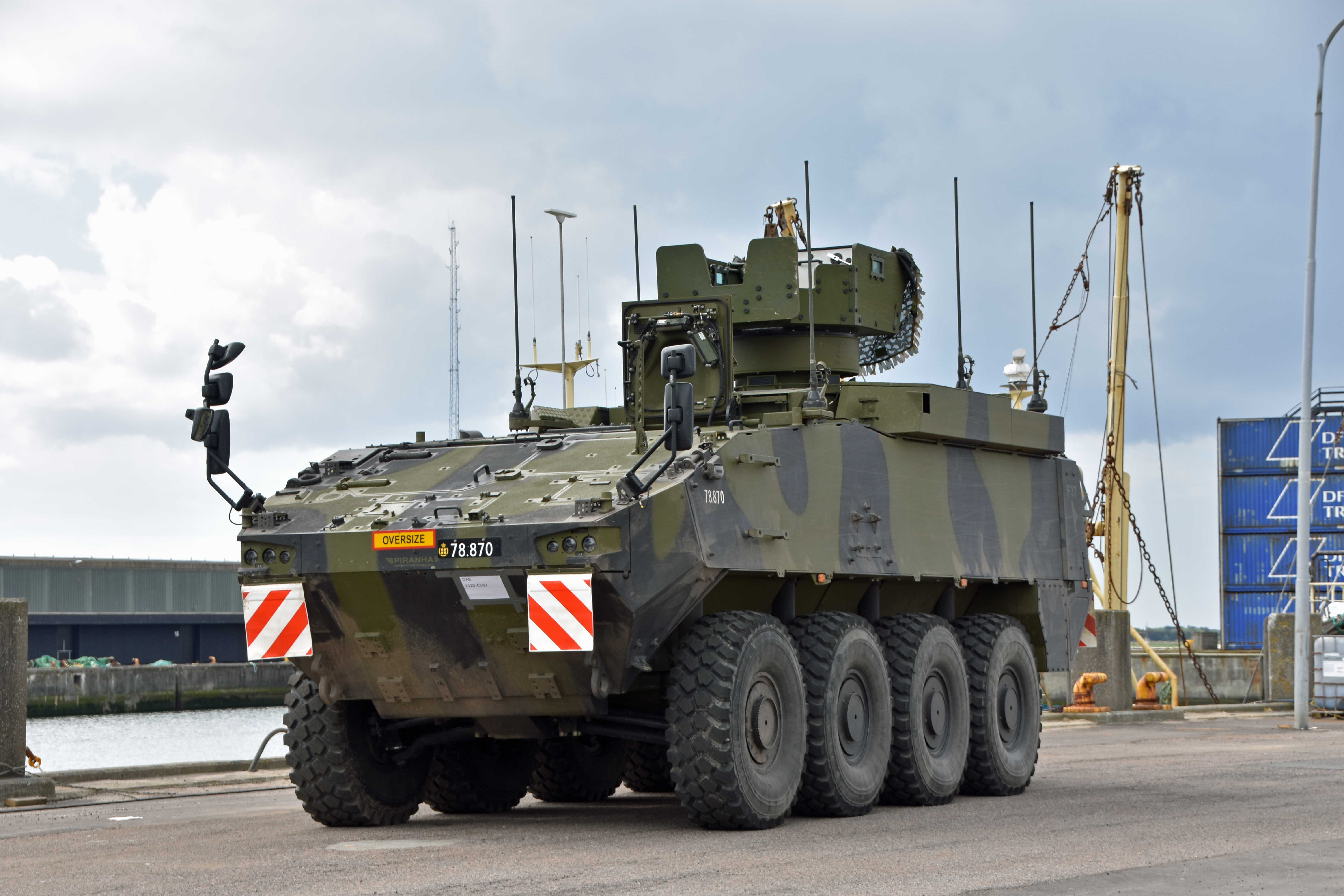
Un Piranha V danés en el puerto de Esbjerg, 2021.

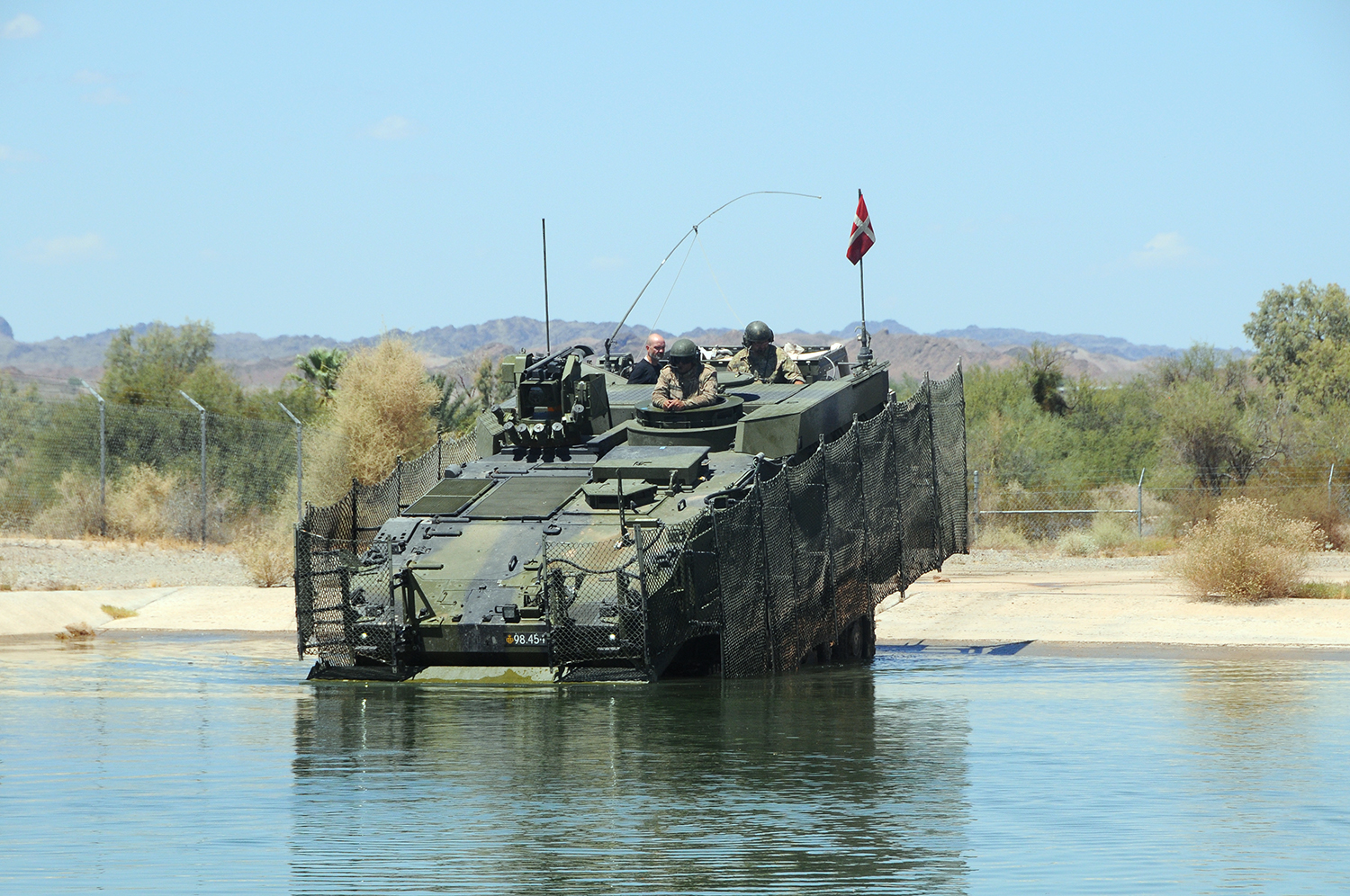
Un Piranha V danés sometido a pruebas de vadeo en Estados Unidos en 2017.

El Piranha V en el que se basa el Dragón es un vehículo de ruedas 8×8. Su barcaza es de acero balístico. Su protección es mayor que la de las anteriores generaciones del vehículo, y muy superior a la de los modelos a los que el Dragón deberá sustituir primordialmente, los BMR-M1 y VEC-M1, cuya barcaza es de aluminio. La protección modular permitirá además que se pueda incrementar en ciertas misiones que así lo requieran. El vehículo suizo mide 8 metros de  longitud, 2,34 metros de altura, 2,99 metros de ancho y puede transportar hasta 11 personas (3 tripulantes y 8 soldados). Es capaz de superar inclinaciones laterales del 40%, rebasar escalones de 75 cm, subir pendientes de hasta un 60%, y cruzar una zanja de un metro. Posee una capacidad de vadeo de 1,5 m con un radio de giro de 15.
No obstante, el Dragón no será meramente un Piranha V fabricado bajo licencia en España, sino que se han introducido en él numerosas e importantes modificaciones, principalmente desarrollos tecnológicos de la industria española considerados estratégicos por el Ministerio de Defensa. Su peso será de 33 toneladas, y el grado de nacionalización del 64%.
Es de concepción modular, lo que le otorga una gran versatilidad —como se ha indicado, están previstas 13 configuraciones—, además de reducir los costes y facilitar tanto el mantenimiento como las reparaciones. También se dejará una reserva de espacio para nuevos sistemas que se implementen en el futuro. Se prevé que su período de servicio sea de hasta 40 años.
Una de las diferencias será el grupo motopropulsor. El motor original, un MTU  6V199 TE21 alemán, de 577 CV (430 kW), ha sido sustituido por el más potente (724 CV, 540 kW) DC13 de la sueca Scania. También la transmisión, originalmente una alemana ZF 7HP902S, ha sido reemplazada por otro modelo, en este caso una SW624 de lógica binaria, de 24 marchas, de la empresa española Sapa, ya empleada en los Pizarro de la segunda fase. Este sistema motor le proporcionará una velocidad máxima de 100 km/h. Además cuenta con una unidad de potencia auxiliar de 16 kW de la propia Sapa y 6 baterías.
El armamento básico será el cañón de 30 mm Mk44 Bushmaster II STRETCH, de la estadounidense Northrop Grumman Innovation Systems (originalmente Orbital ATK), con capacidad para disparar la munición Mk.310 PABM (Programmable Air Burst Munition, Munición Programable de Explosión Aérea).
El receptor de advertencia láser será el Elbit E-LAWS 2 (Elbit Laser Warning System) y el detector de disparos el Metravib Pilar V. También se ha seleccionado el sistema de anclaje universal Pearson, para acoplar una pala, un rodillo o un limpiador de minas. El sistema de navegación será el Isnav, de GMV, y las pantallas de a bordo las Comte de Tecnobit, ambas empresas españolas.

#### Torres y estaciones de armas
Hasta 114 vehículos serán dotados de estaciones de empleo remoto ligeras como la Guardian 2.0. 56 vehículos contarán con torres tripuladas Hitfist 30 dotadas de cañones de 30 mm y 219 vehículos contarán con torres remotas dotadas de cañones de 30 mm Guardian 30 de Escribano. Se prevé que 40 de estas torres contarán con lanzadores dobles de misiles Spike LR.

#### Potenciales sistemas de protección activa

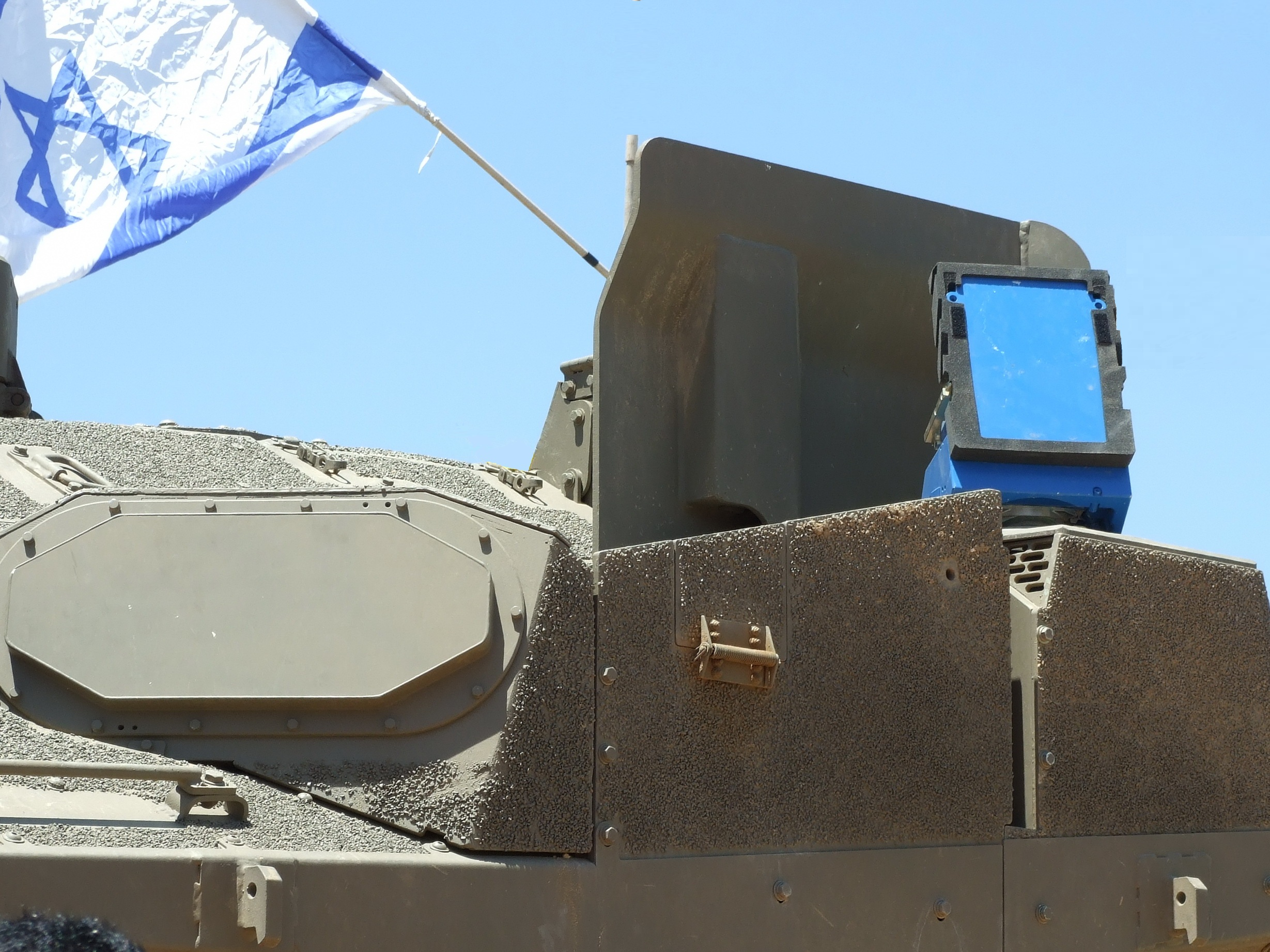
El lanzador Trophy en azul sobre un tanque Merkava Mark 4

Según declaró el Jefe del Estado Mayor del Ejército (JEME), debido a las limitadas disponibilidades presupuestarias el ET no pudo conseguir de entrada un vehículo con todas las prestaciones que hubiera deseado, si bien existe la posibilidad de incorporarlas más adelante mediante futuras ampliaciones de crédito. Por ello, pese a que se considera fundamental que los vehículos estén dotados de un sistema de protección activa para incrementar la seguridad de la plataforma y los propios ocupantes, este aspecto no aparece en el programa tecnológico de Incremento de la seguridad (PT-1) del Dragón. En las fases iniciales del VCR se estudiaron diferentes sistemas entre los que se encuentran el Trophy israelí (hard kill) y el Galix francés (soft-kill), siendo el Trophy el sistema que parecía tener más posibilidades, sin embargo parece ser que no será adquirido en el presente. Actualmente se estudia instalar el equipo en una fase posterior con la plataforma ya en servicio, en cambio la implantación en la etapa de desarrollo es vital si se tiene el objetivo de facilitar todo el proceso de integración en un futuro. De no crear las adaptaciones necesarias en esta fase, la integración una vez el vehículo esté activo será problemática.
El Trophy es el único sistema de protección activa (Hard-Kill) probado en combate entre los años 2011-2014 en los enfrentamientos en la Franja de Gaza. Actualmente se encuentra integrado en los carros de combate israelíes Merkava Mk3 y Mk4, M1 Abrams estadounidenses A2SEPv2 y los vehículos blindados de combate Namer , Stryker y Piranha III. Puede hacer frente a diversas amenazas como las municiones de artillería, granadas propulsadas, proyectiles de cañones sin retroceso y misiles anticarro, entre otros. La instalación exterior de este sistema en el vehículo VCR Dragón sería distribuida de forma similar al vehículo blindado ligero LAV-III de General Dynamics Land Systems Division, siendo la zona central superior de la barcaza donde se ubicarían los lanzadores (uno a cada lado), entre tanto los cuatro equipos radar estarían ubicados de forma en la que se alcance una cobertura en un ángulo completo de 360°, mientras la caja de mando y el procesador central estarían integrados en el interior. El equipo tiene un peso de alrededor de 880 kg, incluyendo los dos lanzadores de contramedidas y cuatro radares.
Existe cierta polémica sobre dotar a los vehículos con sistemas de protección activa, ya que aunque el Trophy parecía tener posibilidades para su adquisición, finalmente no se instalará. Mientras tanto el departamento de Técnica Militar de la Academia de Caballería considera esencial que los nuevos VCR dispongan de dichos sistemas, alertando de la vulnerabilidad de los 8x8 ante los misiles anticarro. Según el Departamento parece que este sistema no se ha considerado, cuando la tendencia de otros países es apostar firmemente por los sistemas de protección activa.

#### Demostradores
A inicios de 2020 dos vehículos fueron dotados en las instalaciones de Alcalá de Guadaíra con torres de empleo remoto portadoras de cañones Mk44 de 30 mm. El primer demostrador incluía la torre de empleo remoto UT30MK2 y lanzador de misiles Spike LR junto con los equipos de los Programas Tecnológicos de incremento de seguridad, conciencia situacional, CIS e integración y grupo motopropulsor. El segundo demostrador ofrece la misma combinación de equipos que la primera unidad, salvo la evaluación del sistema de armamento por control remoto RCWS Samson Mk2 equipado con el lanzador de misiles Spike LR, y algunas diferencias en el programa tecnológico número 4 basado en el CIS y integración.
En octubre de 2020, dos de los cinco demostradores del Dragón fueron usados para certificar su protección contra minas, pruebas en las que se realizaron detonaciones bajo ambos vehículos que implicaron su destrucción.

#### Pruebas de tiro
En julio de 2020 se realizaron las pruebas de tiro y lanzamientos del misil Spike LR. Dichas pruebas tuvieron lugar en el campo de maniobras de Almería , comenzando el día 14 de julio y finalizando el 24 del mismo mes. 
Ambos demostradores dotados con las torres UT30MK2  y Samson 30 abrieron fuego con los cañones ATK de 30 mm, ametralladoras coaxiales de 7,62mm y misiles Spike LR. Los misiles de origen israelí lanzados impactaron contra objetivos situados a 2,8 kilómetros usando el modo de fuego dispara, observa y actualiza.  Se usó munición del tipo ABM (Airbust Munition). 
Durante las evaluaciones se llevaron a cabo distintas pruebas y situaciones, como el lanzamiento empleando el puesto de mando del tirador y del comandante, así como usando los sensores electroópticos en modo CCD e infrarrojo. Se realizaron disparos tanto con los vehículos y blancos en movimiento como en estático.

## Componentes
España -  Estados Unidos

### Estructura
| Sistema  | País              | Fabricante             | Notas                                                                    |
| -------- | ----------------- | ---------------------- | ------------------------------------------------------------------------ |
| Barcaza  | Bandera de España | Santa Bárbara Sistemas | Empresa española vendida a General Dynamics Basada en el Mowag Piranha V |
| Blindaje | Bandera de Israel | Plasan                 | Paquete de blindaje Hybrid Slat Fence (HSF)                              |

### Electrónica
| Sistema               | País              | Fabricante     | Notas  |
| --------------------- | ----------------- | -------------- | ------ |
| Sistema de misión     | Bandera de España | Indra Sistemas |        |
| Sistema de navegación | Bandera de España | GMV            | Isnav  |
| Pantallas             | Bandera de España | Tecnobit       |        |
| Radio                 | Bandera de Israel | Elbit Systems  | E-Lynx |

### Armamento
| Sistema | País                      | Fabricante     | Notas                 |
| ------- | ------------------------- | -------------- | --------------------- |
| Cañón   | Bandera de Estados Unidos | Orbital ATK    | Mk44 STRETCH de 30 mm |
| ATGM    | Bandera de Israel         | Rafael Systems | Spike                 |

### Propulsión
| Sistema                     | País              | Fabricante     | Notas                                   |
| --------------------------- | ----------------- | -------------- | --------------------------------------- |
| Transmisión                 | Bandera de España | Sapa Placencia | Transmisión binaria SW624 de 24 marchas |
| Motor                       | Bandera de Suecia | Scania         | Scania DC13                             |
| Sistema de energía auxiliar | Bandera de España | Sapa Placencia |                                         |

## Galería de imágenes
- Recreaciones de distintas versiones del Dragón 8x8

## Historial operativo
Según lo previsto en la planificación definitiva, las 7 primeras unidades fueron libradas en el segundo semestre de 2022, concretamente la entrega se efectuó en el mes de diciembre.

## Usuarios
España
- Ejército de Tierra español

En diciembre de 2018 el Consejo de Ministros autorizó un gasto de 2.100 millones de euros para la adquisición entre 2020 y 2025 de una primera fase de 348 vehículos. El contrato se firmó en agosto de 2020, con un plazo de entrega de siete años y un importe de 1740 millones, aunque este no incluye las torres ni los sistemas de comunicaciones, que serán encargados más adelante por no haberse efectuado aún la elección entre los diversos candidatos. Está prevista una segunda fase entre 2026 y 2030, con 365 unidades, y una última, entre 2031 y 2035, con 285.
58 de los 998 blindados serán de la versión de exploración de caballería (con torre armada), con la que se sustituirá a los VEC, y 40 de la cazacarros, con misiles Spike .

### Listas relacionadas
- Anexo:Materiales del Ejército de Tierra de España
- Anexo:Vehículos blindados de combate por país